# Церковь Николая Чудотворца (Чумакино)
Церковь Николая Чудотворца — бывший православный храм в селе Чумакино Инзенского района Ульяновской области. Построена в 1831 году. С 1999 года — выявленный объект культурного наследия (памятник истории и культуры).

## История
Первая деревянная церковь в селе была построена в XVIII веке. В 1831 году прихожанами был построен  каменный, тёплый храм. Престол в нём один — во имя Святителя и Чудотворца Николая. Причт состоял из священника и псаломщика. Храм закрыли для богослужения в начале 1930-х годов. В 1980-е годы в здании церкви размещался склад потребкооперации. Сейчас храм заброшен и разрушается. 
Решением исполнительного комитета Ульяновского областного Совета народных депутатов от 12.02.1990 г. № 79 («Никольская церковь») и Распоряжением Главы администрации Ульяновской области от 29.07.1999 г. № 959-р, Церковь в селе Чумакино является выявленным объектом культурного наследия (памятником истории и культуры).

## Описание
Каменная Никольская церковь в Чумакино расположена в центре села ориентиром север—юг, состоит из храма и примыкающей к ней с запада колокольни. Храм характеризуют массивные геометрические объемы, а также наличие двух осей симметрии. В основании двухъярусной колокольни — четыре квадратных в сечении столба. В северной части колокольни располагается узкая лестница. Четверик храма был завершен крупным кованым крестом на высоком квадратном в плане подиуме. Двухъярусная колокольня была покрыта высоким куполом и увенчана шпилем. Храм перекрыт четырёхлепестковым сомкнутым сводом,  апсида и аналогичная ей западная часть перекрыты полуциркульными сводами. Основной строительный материал церкви — красный кирпич 26х12х6 см. Основные габариты 24,8х11,2 м. Декор храма строгий и лаконичный. Северный и южный фасады расчленены пилястрами на три части. Арочный портал объединён мотивом полуциркульной арки, развивающейся на высоту всего фасада (над входом круглая филенка). Боковые ниши в виде арок с килевидными завершениями прорезаны арочными окнами и разделены карнизом. Углы обработаны пилястрами. Барабан декорирован арочными нишами, разделенными лопатками. Стены, прорезанные арочными проёмами, декорированы рустом, ширинками, круглыми медальонами. Декор фасадов: пилястры, перспективные арки с килевидными завершениями, ложные закомары. По верху четверика храма проходит неширокий карниз. Храм перекрыт четырехлепестковым сомкнутым сводом, апсида и аналогичная ей западная часть перекрыты полуциркульными сводами.

## Духовенство
С 1908 и до ареста в 1932 года священником в Никольском храме села Чумакино был священномученик отец Александр (Телемаков Александр Николаевич).